# 2 ventôse
2 pluviôse 2 germinal
Le duodi 2 ventôse, officiellement dénommé jour du cornouiller, est le 152e jour de l'année du calendrier républicain.
C'était généralement le 20e jour du mois de février dans le calendrier grégorien.